# Stein (Limbourg néerlandais)
Pour les articles homonymes, voir Stein.
Stein est une commune et un village des Pays-Bas de la province du Limbourg. La commune de Stein a 26 451 habitants et la ville a dans l'estimation 12 000 habitants et est ainsi une des plus grandes villes dans la région.

## Histoire
La plus ancienne occupation date de l'époque de la Culture rubanée (environ 5 000 av. J.-C.)
Au néolithique, le tombeau dit de Stein (nl) a été construit dans les environs de Stein, qui est attribué à la culture Seine-Oise-Marne. Le musée d'archéologie de Stein (nl) a été construit autour de la tombe au XXe siècle.
Selon une légende, le domaine de la Graetheide a été donné par le roi Zwentibold aux villages d'Elsloo, Beek et Stein au IXe siècle pour un usage commun. Au Moyen Âge, les défenses de Stein (nl) sont érigées autour du village, dont un landweer (nl).
En 1263, l'endroit était appelé Steyne et en 1268, Steine. Le nom fait référence à un château construit en pierre.
Stein s'est fortement développé lorsque le bassin houiller du sud du Limbourg a été développé. En 1926, la Staatsmijn Maurits (nl) est entrée en service. De là fut construite une ligne de chemin de fer le long de laquelle le charbon et les produits chimiques (cokerie et fixateur d'azote, 1929) étaient transportés jusqu'au port de Stein (nl). Ce port est situé sur le canal Juliana, ouvert en 1934. La mine a été fermée en 1967. L'industrie chimique est restée et la connexion portuaire et ferroviaire a continué à fonctionner pour cette industrie, ainsi que pour le transbordement de sable, de gravier et de conteneurs.
À travers tout cela, Stein s'est considérablement développé, avec les quartiers Kerensheide (1939) au nord-est et Nieuwdorp au sud-est, après la Seconde Guerre mondiale.
En 1982, avec une réorganisation municipale, la municipalité fusionnée de Stein a été formée, par laquelle les anciennes petites municipalités de Stein, Elsloo (avec Catsop et Meers) et Urmond (avec Berg aan de Maas et Nattenhoven) ont été dissoutes.

## Curiosités

### Des églises
- Église Saint-Martin dans le centre ancien
- Église Saint-Joseph à Kerensheide
- Notre-Dame Auxiliatrice de l'Église Chrétienne à Nieuwdorp

### Chapelles
- Chapelle Notre Dame (Onze-Lieve-Vrouwe-ter-Noodkapel) (aussi: Maria-in-Noodkapel), à partir de 1750
- Chapelle de Marie (Mariakapel), dans la Den Hoekstraat, fin du XIXe siècle.
- Chapelle Notre-Dame du Rosaire, dans la Kelderstraat, à partir de 1929.

### Autres lieux
- Le musée archéologique de Stein avec le tombeau de Stein.
- Les défenses de Stein, vestiges d'un ancien landweer.
- Les ruines du château (nl) et l'ancien moulin à eau
- Le moulin à eau de Stein
- Le puits de Soleil
- Le parc de loisirs Steinerbos
- L'ancienne maison de meunier sur Ondergenhousweg 15, 1729 et 1785, avec une origine du XVIIe siècle, également ferme du château.
- L'ancienne métairie De Hof, Brugstraat 42, avec une maison de 1808.

## Galerie

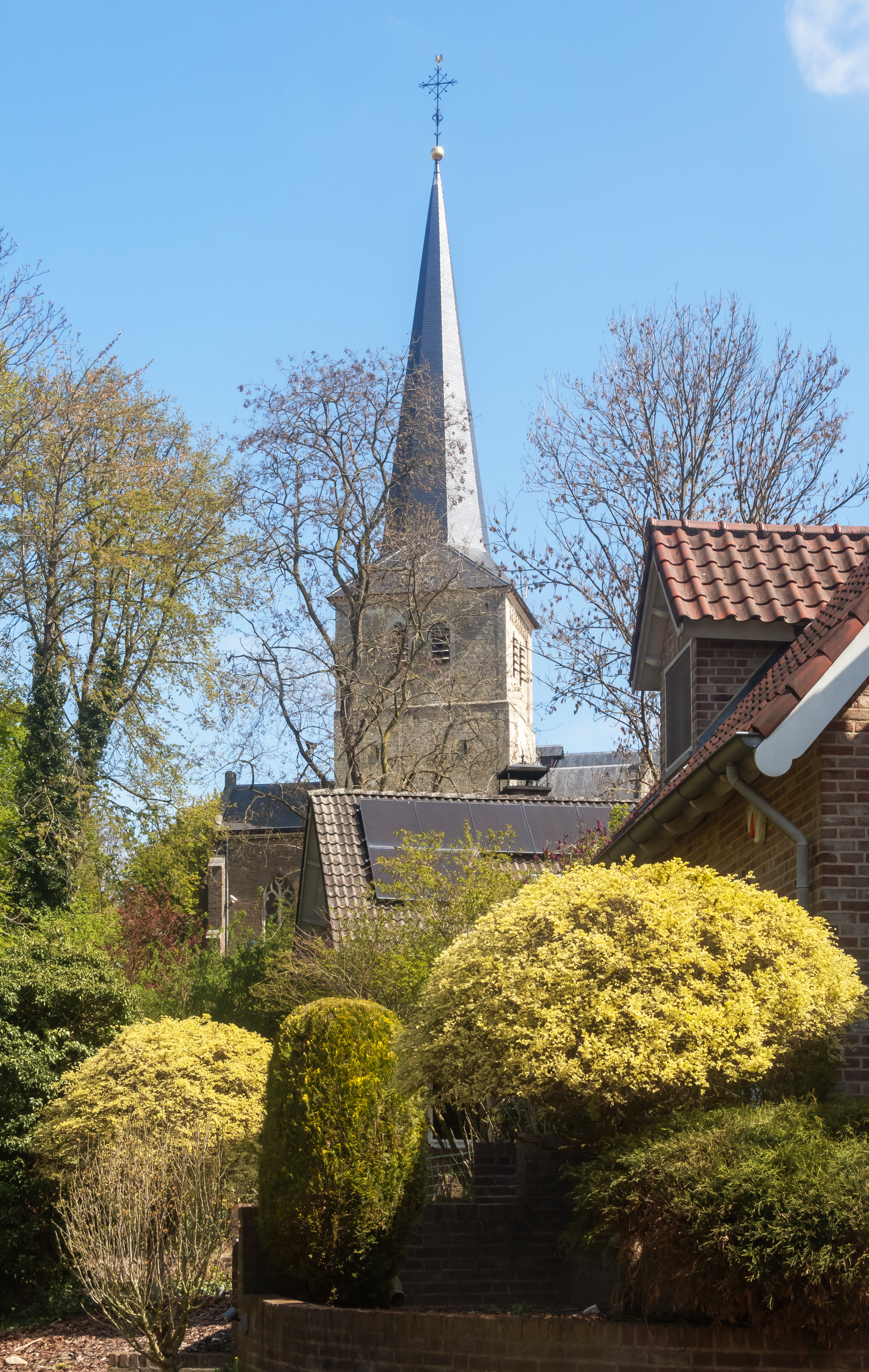
Clocher de l'eglise Saint-Martin (Sint-Martinuskerk)

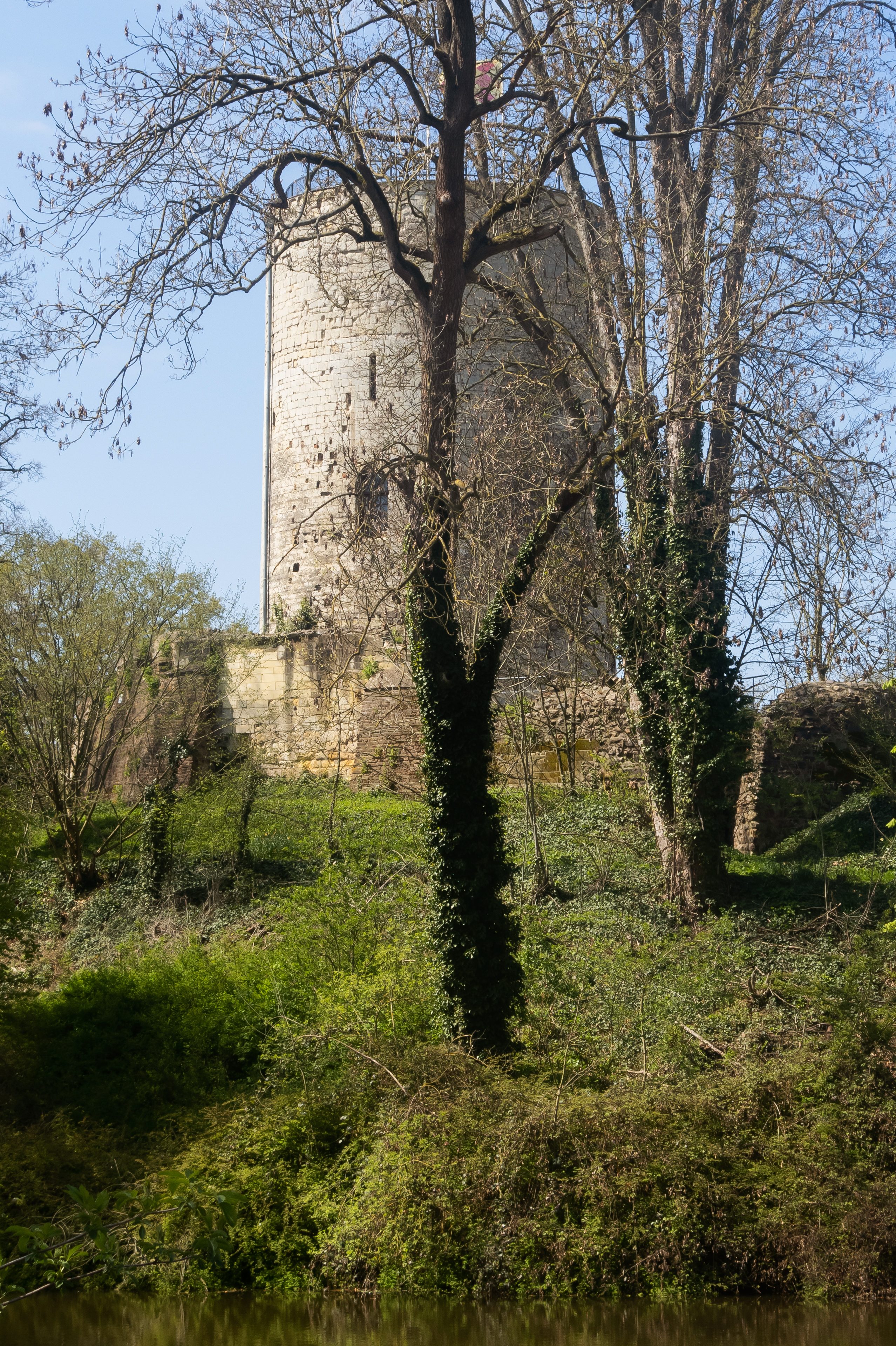
Tour de la Ruïne Stein